# مقاطعة سيوكس (داكوتا الشمالية)
سيوكس (بالإنجليزية: Sioux)‏ هي إحدى مقاطعات ولاية داكوتا الشمالية في الولايات المتحدة الأمريكية.